# Philometra agubernaculum
Philometra agubernaculum är en rundmaskart. Philometra agubernaculum ingår i släktet Philometra och familjen Philometridae. Inga underarter finns listade i Catalogue of Life.